# Szagaj

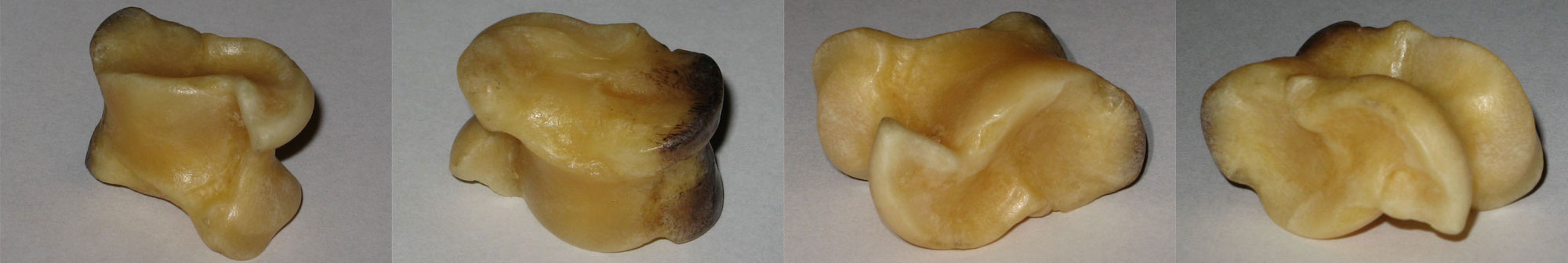
Kości owcze w pozycjach:
wielbłąd, koń, owca, koza

Szagaj (mong. шагай, kaz. асық, asyk) – mongolska gra zręcznościowa kośćmi zwierząt, najczęściej kośćmi skokowymi owiec lub kóz (szagajami).

## Opis
Do gry używane są najczęściej kości skokowe owiec lub kóz, nazywane szagajami. Kości szagaj mają cztery różne strony (pozycje) nazywane: wielbłąd, koń, owca i koza, które odgrywają rolę w pewnych rodzajach gier.
Wyróżnia się następujące rodzaje gier w kości:  
- rzucanie kośćmi i zbieranie porozrzucanych kości (szagaj awaa),
- podrzucanie i łapanie kości (ünee saa, güü saa),
- zderzanie kości, które leżą tą samą stroną do góry (szagaj njaslaa),
- strzelanie kośćmi (szagaj charwaa)[3],
- „wyścig koni” (szagaj uraldulaa) – rzucanie czterema kośćmi i przesuwanie kości w pozycji „koń” w poprzek jurty o określoną liczbę odległości, określoną pozycjami wyrzuconych kości (np. cztery wielbłądy to ruch o cztery odległości). Wygrywa ten gracz, którego „koń” jako pierwszy przejdzie jurtę[2].

Tradycyjnie w kości grano w okresie po Nowym Roku, okresie wiosennym, gra była zabroniona latem i jesienią. Wierzono, że kości mają znaczenie magiczne związane z płodnością, pasterstwem; w kości grano w Nowy Rok i w chwilach trudności, by zwalczyć złe duchy i pobudzić nowe życie. Matki obdarowywały kośćmi–talizmanami dzieci. Kości wieszano też na szyi chorym zwierzętom, by wesprzeć ich powrót do zdrowia.

### Szagaj charwaa
Gra szagaj charwaa weszła do kanonu zadań wielu tradycyjnych zawodów sportowych, często w miejsce łucznictwa. 
Gracz prztykając środkowym palcem wysyła „strzałę” (sum) z małej drewnianej deszczułki (chaszlag) do celu – szagajów ułożonych w odległości równej 9 tochoj. „Strzałą” mogą być szagaje, fragmenty poroża jeleni lub bydła rogatego, kości słoniowej albo monety. Tradycyjnie szagaje, do których strzelano, były ustawione na podstawce z kości słoniowej importowanej z Indii lub Chin. Celny strzał, podobnie jak w zawodach łuczniczych, nagradzany był okrzykiem uuchaj przez publiczność zgromadzoną koło celu. Publiczność wyciągała ręce do nieba, kręcąc dłońmi w ruchu przeciwnym do wskazówek zegara, by zapewnić trafność strzału. Najlepszymi graczami w szagaj charwaa mieli być Chałchasi, szczególnie ci zamieszkujący region Gobi. Według relacji Pegg (2001), szagaj charwaa był jedną z dyscyplin podczas zawodów naadam w Kobdo. Każda gra złożona była z trzech rund, i kiedy na koniec nie było jeszcze jednoznacznego zwycięzcy, organizowana była dodatkowa czwarta runda. Każdy z graczy oddawał 20 strzałów w grze, strzelając do 20 szagajów ułożonych na drewnianej podstawce w różnych pozycjach w dwóch poziomach. Przy trafieniu górny szagaj był zdejmowany.
W Mongolii organizowanych jest co roku ponad 30 zawodów szagaj charwaa. W zawodach tych bierze udział 400–600 graczy występujących w drużynach i stowarzyszonych w lokalnych zrzeszeniach. Każda drużyna liczy 6–8 mężczyzn, z których najbardziej doświadczony jest liderem zespołu, a w każdej drużynie musi być przynajmniej jeden młodzik. W każdej drużynie występują przedstawiciele trzech generacji, przy czym starsi zawodnicy mają obowiązek kształcenia młodszych. Członkowie drużyny składają uroczystą i dozgonną przysięgę współpracy w zespole. Graczy obowiązują ścisłe reguły etyczne i zasada fair play. Mongolskie Towarzystwo Graczy w Kości (ang. Knucklebone Shooting Association of Mongolia) zrzesza 6000 graczy, a w zawodach lokalnych i narodowych uczestniczy 800 drużyn.
W 2014 roku mongolska gra szagaj charwaa została wpisana na listę niematerialnego dziedzictwa UNESCO.
W 2017 roku kazachska gra asyk została wpisana na listę niematerialnego dziedzictwa UNESCO.